# Volcán Robledo
Robledo es una caldera volcánica de 6 km de ancho ubicada en la provincia de Catamarca, Argentina, a 80 kilómetros al suroeste del más extenso Cerro Galán. En su interior se localiza el domo conocido como Cerro Blanco. La caldera fue, en el ± 2300 a. C., el lugar de una potente erupción volcánica con IEV-7, Según los datos obtenidos por la Agencia Espacial Europea desde 1992 hasta el 2000, la Caldera Robredo se estaba desinflando por razones que se desconocían.

## Erupción del Cerro Blanco
Una gran erupción ocurrió hace 4200 años, los depósitos de flujo de bloque de cenizas encontrados alrededor de la caldera se han interpretado como indicativos de que una cúpula de lava entró en erupción en primer lugar ( Unidad CB ¹ ).
Poco después comenzó la erupción pliniana cuando se abrió un respiradero en el lado sureste de la caldera generando una columna eruptiva de 27 km mientras se abrian fisuras dentro del cráter, después de una fase inestable durante la que cayeron lapilli y cenizas volcánicas ( Unidad CB ²1 ) una columna más estable depositó capas de tefra riolítica gruesa ( Unidad CB ²2 ), en ese momento se produjo un cambio en la composición del magma presumiblemente debido a la entrada de magma fresco a la cámara de magma.
Cuando la columna colapsó se formaron flujos piroclásticos ( Unidad CB ²3 ) que alcanzaron distancias de 35 km desde Cerro Blanco dejando depósitos que en algunos lugares alcanzan los 90 metros de altura y consisten en fragmentos de piedra pómez de diferentes tamaños incustados entre la ceniza y el lapilli, aunque muchos están erosionados, al sur del Volcán Las Papas hay afloramientos visibles, al final ocurrió en colapso de la caldera.
Las condiciones del viento dispersaron la mayor parte de la tefra al ESE cubriendo una superficie de 500000 km², se han encontrado cenizas en Brasil y Paraguay,en Santiago del Estero a 320 km del Cerro Blanco se ha encontrado una capa de cenizas de 20 cm.
Durante la erupción de Cerro Blanco se expulsaron 110 km³ de tefra riolítica alcanzando un V.E.I de 7.
- Datos: Q422774
- Multimedia: Cerro Blanco volcano (Argentina) / Q422774